# Lijst van onroerend erfgoed in Oostakker
Een overzicht van het onroerend erfgoed in Oostakker. Het onroerend erfgoed maakt deel uit van het cultureel erfgoed in België.
| Object                                                      | Erfgoedstatus? | Bouwjaar of architect | Deelgemeente | Adres                     | Coördinaten                  | Nummer? | Afbeelding                                                  |
| ----------------------------------------------------------- | -------------- | --------------------- | ------------ | ------------------------- | ---------------------------- | ------- | ----------------------------------------------------------- |
| Villa Maria                                                 |                |                       | Oostakker    | Augustijn Moreelsstraat 4 | 51° 4' 50" NB, 3° 45' 27" OL | 26634   | Villa Maria                                                 |
| Steegbeluik                                                 |                |                       | Oostakker    | Bredestraat 63            | 51° 6' 7" NB, 3° 46' 4" OL   | 26635   | Steegbeluik                                                 |
| Boerenwoning                                                | niet bewaard   |                       | Oostakker    | Bredestraat 97-99         | 51° 6' 10" NB, 3° 46' 15" OL | 26636   | Boerenwoning                                                |
| Omwalde hoeve                                               |                |                       | Oostakker    | Drieselstraat 31          | 51° 5' 48" NB, 3° 46' 48" OL | 26637   | Omwalde hoeve                                               |
| Tuinwijk Kromme Boom                                        |                |                       | Oostakker    | Eikstraat 2-16, 19-39     | 51° 5' 16" NB, 3° 45' 33" OL | 26641   | Tuinwijk Kromme Boom                                        |
| Langgestrekte hoeve                                         |                |                       | Oostakker    | Eksaardserijweg 270       | 51° 5' 37" NB, 3° 46' 39" OL | 26642   | Langgestrekte hoeve                                         |
| Dorpswoning                                                 |                |                       | Oostakker    | Gasthuisstraat 2          | 51° 6' 6" NB, 3° 45' 53" OL  | 26643   | Dorpswoning                                                 |
| Dorpswoning                                                 |                |                       | Oostakker    | Gentstraat 25             | 51° 5' 4" NB, 3° 45' 29" OL  | 26645   | Dorpswoning                                                 |
| Gemeenteschool en onderwijzerswoning                        |                |                       | Oostakker    | Gentstraat 214            | 51° 5' 50" NB, 3° 45' 45" OL | 26646   | Gemeenteschool en onderwijzerswoning                        |
| Dorpswoning                                                 | niet bewaard   |                       | Oostakker    | Gentstraat 238            | 51° 5' 54" NB, 3° 45' 48" OL | 26647   | Dorpswoning                                                 |
| Herenhuis                                                   |                |                       | Oostakker    | Gentstraat 258            | 51° 5' 55" NB, 3° 45' 50" OL | 26648   | Herenhuis                                                   |
| Brouwerswoning van brouwerij Migom                          |                |                       | Oostakker    | Gentstraat 333            | 51° 5' 47" NB, 3° 45' 38" OL | 26649   | Brouwerswoning van brouwerij Migom                          |
| Hoeve met losse bestanddelen                                |                |                       | Oostakker    | Goedlevenstraat 90        | 51° 4' 36" NB, 3° 46' 0" OL  | 26651   | Hoeve met losse bestanddelen                                |
| Dorpswoning                                                 |                |                       | Oostakker    | Groenvinkstraat 21        | 51° 4' 45" NB, 3° 45' 29" OL | 26655   | Dorpswoning                                                 |
| Boerenwoning                                                |                |                       | Oostakker    | Invalidenstraat 1         | 51° 4' 43" NB, 3° 45' 50" OL | 26659   | Boerenwoning                                                |
| Hoeve                                                       | deels bewaard  |                       | Oostakker    | Invalidenstraat 4-6       | 51° 4' 42" NB, 3° 45' 44" OL | 26660   | Hoeve                                                       |
| Arbeiderswoning                                             |                |                       | Oostakker    | Invalidenstraat 12        | 51° 4' 42" NB, 3° 45' 45" OL | 26661   | Arbeiderswoning                                             |
| Langgestrekte hoeve en boerenwoning                         |                |                       | Oostakker    | Katoenstraat 26-28        | 51° 4' 46" NB, 3° 45' 13" OL | 26662   | Langgestrekte hoeve en boerenwoning                         |
| Drie boerenarbeiderswoningen                                | deels bewaard  |                       | Oostakker    | Krijtestraat 77-81        | 51° 4' 52" NB, 3° 46' 15" OL | 26665   | Drie boerenarbeiderswoningen                                |
| Brouwerswoning van brouwerij Geers                          |                |                       | Oostakker    | Ledergemstraat 7          | 51° 6' 1" NB, 3° 45' 42" OL  | 26666   | Brouwerswoning van brouwerij Geers                          |
| Station Oostakker                                           | Monument       |                       | Oostakker    | Lourdesstraat 6, 6A       | 51° 4' 39" NB, 3° 45' 13" OL | 26667   | Station Oostakker                                           |
| Abdijhoeve Goed te Maalgaver                                |                |                       | Oostakker    | Maalgaver 32              | 51° 4' 37" NB, 3° 48' 27" OL | 26668   | Abdijhoeve Goed te Maalgaver                                |
| Dwarsschuur                                                 |                |                       | Oostakker    | Maalgaver 34              | 51° 4' 35" NB, 3° 48' 29" OL | 26669   | Dwarsschuur                                                 |
| Hoeve 't Maegher Goet                                       | Monument       |                       | Oostakker    | Absdalestraat             | 51° 5' 58" NB, 3° 46' 58" OL | 26670   | Hoeve 't Maegher Goet                                       |
| Boerenwoning                                                |                |                       | Oostakker    | Meerhoutstraat 39         | 51° 5' 23" NB, 3° 46' 11" OL | 26671   | Boerenwoning                                                |
| Boerenwoning                                                |                |                       | Oostakker    | Meerhoutstraat 34, 40     | 51° 5' 27" NB, 3° 46' 11" OL | 26673   | Boerenwoning                                                |
| Hoeve                                                       |                |                       | Oostakker    | Molzelestraat 50          | 51° 6' 22" NB, 3° 46' 27" OL | 26675   | Hoeve                                                       |
| Hoeve                                                       |                |                       | Oostakker    | Moststraat 48             | 51° 6' 12" NB, 3° 46' 51" OL | 26676   | Hoeve                                                       |
| Basiliek Onze-Lieve-Vrouw van Lourdes                       | Monument       |                       | Oostakker    | Onze Lieve Vrouwdreef     | 51° 4' 58" NB, 3° 45' 49" OL | 26677   | Basiliek Onze-Lieve-Vrouw van Lourdes                       |
| Kasteel Slotendries                                         | dorpsgezicht   |                       | Oostakker    | Onze Lieve Vrouwdreef 8   | 51° 4' 59" NB, 3° 45' 38" OL | 26678   | Kasteel Slotendries                                         |
| Instituut Onze-Lieve-Vrouw van den Rozenkrans               | dorpsgezicht   |                       | Oostakker    | Onze Lieve Vrouwdreef 2   | 51° 4' 53" NB, 3° 45' 44" OL | 26679   | Instituut Onze-Lieve-Vrouw van den Rozenkrans               |
| Hotel de Lourdes                                            | dorpsgezicht   |                       | Oostakker    | Onze Lieve Vrouwdreef 6   | 51° 4' 55" NB, 3° 45' 48" OL | 26680   | Hotel de Lourdes                                            |
| Residentie Sint-Victor, klooster der jezuïeten              | Monument       |                       | Oostakker    | Onze Lieve Vrouwdreef     | 51° 4' 58" NB, 3° 45' 49" OL | 26681   | Residentie Sint-Victor, klooster der jezuïeten              |
| Parochiekerk Sint-Amandus                                   |                |                       | Oostakker    | Oostakkerdorp             | 51° 6' 3" NB, 3° 45' 51" OL  | 26682   | Parochiekerk Sint-Amandus                                   |
| Gemeentehuis Oostakker                                      | Monument       |                       | Oostakker    | Oostakkerdorp 3           | 51° 5' 59" NB, 3° 45' 54" OL | 26683   | Gemeentehuis Oostakker                                      |
| Burgerhuis                                                  |                |                       | Oostakker    | Oostakkerdorp 12          | 51° 6' 2" NB, 3° 45' 49" OL  | 26684   | Burgerhuis                                                  |
| Hoeve                                                       |                |                       | Oostakker    | Orchideestraat 66         | 51° 4' 40" NB, 3° 47' 45" OL | 26686   | Hoeve                                                       |
| Kasteel Achtendries                                         | Monument       |                       | Oostakker    | Orchideestraat 51, 51A-C  | 51° 4' 37" NB, 3° 47' 54" OL | 26687   | Kasteel Achtendries                                         |
| Villa La Taupinière                                         |                |                       | Oostakker    | Orchideestraat 104        | 51° 4' 21" NB, 3° 47' 45" OL | 26688   | Villa La Taupinière                                         |
| Boerenarbeiderswoningen                                     |                |                       | Oostakker    | Pijphoekstraat 16         | 51° 6' 4" NB, 3° 45' 56" OL  | 26689   | Boerenarbeiderswoningen                                     |
| Directeurswoning                                            |                |                       | Oostakker    | Sint-Jozefstraat 3        | 51° 5' 2" NB, 3° 45' 57" OL  | 26690   | Directeurswoning                                            |
| Sint-Jan-Berchmans jongensnormaalschool                     |                |                       | Oostakker    | Sint-Jozefstraat 8        | 51° 5' 2" NB, 3° 46' 1" OL   | 26691   | Sint-Jan-Berchmans jongensnormaalschool                     |
| Poort Hof te Sloten                                         |                |                       | Oostakker    | Slotendries 3, 3A         | 51° 4' 55" NB, 3° 45' 18" OL | 26692   | Poort Hof te Sloten                                         |
| Villa                                                       |                |                       | Oostakker    | Slotendries 20            | 51° 4' 48" NB, 3° 45' 20" OL | 26693   | Upload foto                                                 |
| Hoeve met losse bestanddelen                                |                |                       | Oostakker    | Vossenbergstraat 38       | 51° 5' 8" NB, 3° 46' 52" OL  | 26694   | Hoeve met losse bestanddelen                                |
| Kouterboshoeve                                              |                |                       | Oostakker    | Vossenbergstraat 40       | 51° 5' 9" NB, 3° 46' 47" OL  | 26695   | Kouterboshoeve                                              |
| Boerenwoning                                                | niet bewaard   |                       | Oostakker    | Wittewalle 76             | 51° 6' 24" NB, 3° 46' 11" OL | 26696   | Boerenwoning                                                |
| Hoeve Wittewalle                                            |                |                       | Oostakker    | Wittewalle 185            | 51° 6' 32" NB, 3° 46' 43" OL | 26697   | Hoeve Wittewalle                                            |
| Hoeve                                                       |                |                       | Oostakker    | Wittewalle 210            | 51° 6' 30" NB, 3° 47' 10" OL | 26699   | Hoeve                                                       |
| Boerenwoning                                                |                |                       | Oostakker    | Wolfputstraat 160         | 51° 5' 48" NB, 3° 46' 23" OL | 26701   | Boerenwoning                                                |
| Generalaat van de Broeders van Onze-Lieve-Vrouw van Lourdes |                |                       | Oostakker    | Sint-Jozefstraat 1, 1A    |                              | 215913  | Generalaat van de Broeders van Onze-Lieve-Vrouw van Lourdes |

### Bouwkundige gehelen
| Object                                               | Erfgoedstatus? | Bouwjaar of architect | Deelgemeente | Adres                                                                  | Coördinaten | Nummer? | Afbeelding                                           |
| ---------------------------------------------------- | -------------- | --------------------- | ------------ | ---------------------------------------------------------------------- | ----------- | ------- | ---------------------------------------------------- |
| Omgeving bedevaartsoord Onze-Lieve-Vrouw van Lourdes | Dorpsgezicht   |                       | Oostakker    | Gentstraat, Groenstraat, Onze Lieve Vrouwdreef, Onze Lieve Vrouwstraat |             | 301349  | Omgeving bedevaartsoord Onze-Lieve-Vrouw van Lourdes |
| Executieoord                                         | Landschap      |                       | Oostakker    | Gefusilleerdenstraat                                                   |             | 301525  | Executieoord                                         |

Gent sensu stricto, alfabetisch op straatnaam: A · B · Bu · C · D · E · F · G · H · I · J · K · Ka · Ko · L · M · N · O · P · Q · R · S · Sint · T · UV · W · XYZ

Overige deelgemeenten: Afsnee · Drongen · Desteldonk · Gentbrugge · Ledeberg · Mariakerke · Mendonk · Oostakker · Sint-Amandsberg · Sint-Denijs-Westrem · Sint-Kruis-Winkel · Wondelgem · Zwijnaarde

Lijst van onroerend erfgoed in Oost-Vlaanderen